# Manuel Ruiz Urriés de Castilla
Manuel María José Joaquín Benito Pascual Clemente Fermín Ruiz Urriés de Castilla y Pujadas (Ortiella, 23 de novembre de 1734 - Quito, 18 de juny de 1812) I comte de Ruiz de Castilla, fou un militar i funcionari colonial aragonès. Va ocupar els càrrecs d'intendent de mines de Huancavelica, governador general de Cusco i president de les reials audiències de Cusco i Quito.

## Biografia

### Primers anys i càrrecs al Virregnat del Perú
Va néixer a Ortiella (Lopinyén-Ortiella) Osca, Aragó, el 23 de novembre de 1734, i fou batejat aquell mateix dia a la parròquia de Sant Gil a Ortiella, en el si de la família infanzona dels Ruiz de Castilla y Urriés, branca derivada dels Jordán de Urriés. Era fill del senyor d'Ortillacid i de la meitat de Lizana, José Ruiz de Castilla y Urriés y Cavero de Ahonés, i de la seva esposa Margarita Pujadas y Cabañas. Va tenir dos germans, José María, que va ser elegit canonge a Tarragona l'octubre de 1774 i nomenat el 1787 sumiller de cortina i oratori del rei Carles III, i María Manuela, que va morir de nena.
L'any 1779 va viatjar a Perú per a assumir el càrrec de corregidor de Chilques, Paruro i Masqués. Mentre encara ostentava el grau de coronel va participar en la lluita contra la insurrecció de Túpac Amaru. El 1790 va ser nomenat governador Intendent de les mines de Huancavelica. Va presidir la Reial Audiència de Cusco des de 1794 fins 1806.

### President de la Reial Audiència de Quito
El 1808 va ser nomenat president de la Presidència i Reial Audiència de Quito, on es va enfrontar al seu repte polític més rellevant. Durant la seva presidència es va produir la revolució quitenya del 10 d'agost de 1809, que va proclamar una Junta Suprema, sota la direcció de Juan Pío Montúfar, i el va rellevar del comandament. La Junta establí que governaria «mientras su Majestad [Ferran VII] recupere la Península o viniere a imperar en América». El triomf dels revoltats fou ràpid, però sense suport popular ni de les ciutats properes, com Guayaquil, Cuenca o Popayán. Els governadors d'aquestes ciutats, el virrei del Perú i el virrei de Nova Granada organitzaren tropes i les enviaren cap a Quito. Finalment, aïllada i bloquejada, el 29 d'octubre de 1809, la Junta Suprema va retornar el comandament a Ruiz Urriés de Castilla, negociant amb ell que no es prendrien represàlies i permetent l'ingrés a la ciutat de les tropes colonials procedents de Lima i Santa Fe de Bogotà.
No obstant això, Ruiz Urriés de Castilla no va respectar l'acord, va perseguir i empresonar els caps de la revolta i va obligar els altres membres a fugir i amagar-se. Amb la ciutat ocupada per les tropes del comandant Manuel Arredondo, va ordenar a l'Audiència l'inici de processos penals contra tots els revoltats, que van ser detinguts en la seva majoria, excepte alguns que tenien títols nobiliaris. El bisbe de Quito, Cuero y Caicedo, partidari de l'emancipació, va denunciar davant el virrei de Nova Granada les irregularitats que l'Audiència i els seus fiscals cometien en tots els processos, però sense èxit. En el procés es va recórrer a la tortura i la falsificació de documents. El fiscal Tomás de Arechaga va demanar la pena de mort per a 46 persones, però, Ruiz Urriés de Castilla es va negar a signar-les. El suport popular, absent durant els mesos de govern de la Junta Suprema, ara començava a augmentar, davant de l'arbitrarietat de les autoritats. El 2 d'agost de 1810, uns quants quitenys assaltaren la presó per alliberar els acusats. El resultat fou una massacre: 300 morts, segons algunes fonts.
L'11 d'abril de 1811, el comissionat regi Carlos Montúfar, que va rebre del Consell de Regència d'Espanya l'encàrrec de pacificar Quito, constituí la Junta Superior de Gobierno, la «segona junta», el 22 de setembre de 1810. La nova Junta fou reconeguda pel Consell de Regència a Espanya, però no per les autoritats virregnals ni pels governadors d'altres províncies de l'Audiència. Aquesta segona junta, ara presidida pel mateix Ruiz Urriés de Castilla constituí un Soberano Congreso de Quito que proclamà la independència i redactà una constitució: Pacto Solemne de Sociedad y Unión entre las Provincias que forman el Estado de Quito. Davant del caire que prenien els esdeveniments, Ruiz Urriés de Castilla va renunciar, es va refugiar en un convent de la ciutat i va ser substituït pel bisbe Cuero y Caicedo. Novament, les ciutats properes van declarar la guerra a Quito i van despatxar tropes per sotmetre-la. Des de Lima va arribar un exèrcit al comandament de Toribio Montes per sotmetre la ciutat. Poc després de la proclamació de la independència, el poble de Quito es va dirigir fins al convent on es trobava l'ancià comte i el va apallissar fins a deixar moribund. Ruiz Urriés de Castilla va morir a conseqüència de les ferides el 18 de juny de 1812.

## Matrimoni i descendència
Es va casar el 29 de novembre de 1760 a l'església de Santa Caterina a Alzira, València, amb Maria de la Purificació Casasús i Navia-Osorio, filla de José Javier Casasús Judici de Acharte, cavaller de l'Orde de Montesa i de Margarida de Navia-Osorio i Roig.
Amb la seva dona va tenir un únic fill, Antonio José María, que no va deixar descendència. Posteriorment, al Perú, hauria tingut un fill natural anomenat Pedro Pablo, el qual va deixar descendència directa coneguda, establerta inicialment a la ciutat peruana de Coracora, al departament d'Ayacucho.